# Adam Haras
Adam Haras (ur. 8 grudnia 1940 w Kokoszkowach koło Starogardu Gdańskiego, zm. 18 grudnia 2018) – polski malarz, profesor Akademii Sztuk Pięknych w Gdańsku.

## Życiorys
Studiował w Państwowej Wyższej Szkole Sztuk Plastycznych (PWSSP) w Gdańsku; dyplom otrzymał (1967 r.) w pracowni malarstwa prof. Stanisława Borysowskiego. Specjalizacja z grafiki artystycznej w pracowni doc. Zygmunta Karolaka. Od 1968 r. pracownik tej uczelni, zatrudniony w pracowni malarstwa prof. Władysława Jackiewicza. Profesor Akademii Sztuk Pięknych w Gdańsku, prowadził pracownię rysunku i malarstwa na Wydziale Architektury Wnętrz i Wzornictwa.
W latach 1964–1973 współtworzył grupę teatralno-plastyczną Jerzego Krechowicza „Galeria”. W owym czasie wyjeżdżał z „Galerią” na światowe festiwale teatralne. Należał do Grupy Gdańskiej. Był wielokrotnie stypendystą MKiS. W latach 1978–1980 wspólnie z Witosławem Czerwonką i Jerzym Ostrogórskim prowadził multimedialną galerię AUT w Gdańsku, a następnie OUT w Sopocie. W latach 90. prowadził z Romanem Chomiczem galerię „Portal”. Współtworzył także Galerię Rysunku ASP „Nowa Oficyna”. W swojej twórczości łączył malarstwo, fotografię i rzeźbę, pracował na pograniczu sztuk, używał komputera i innych mediów. Został pochowany na Cmentarzu Komunalnym w Starogardzie Gdańskim.
współautor wystaw problemowych

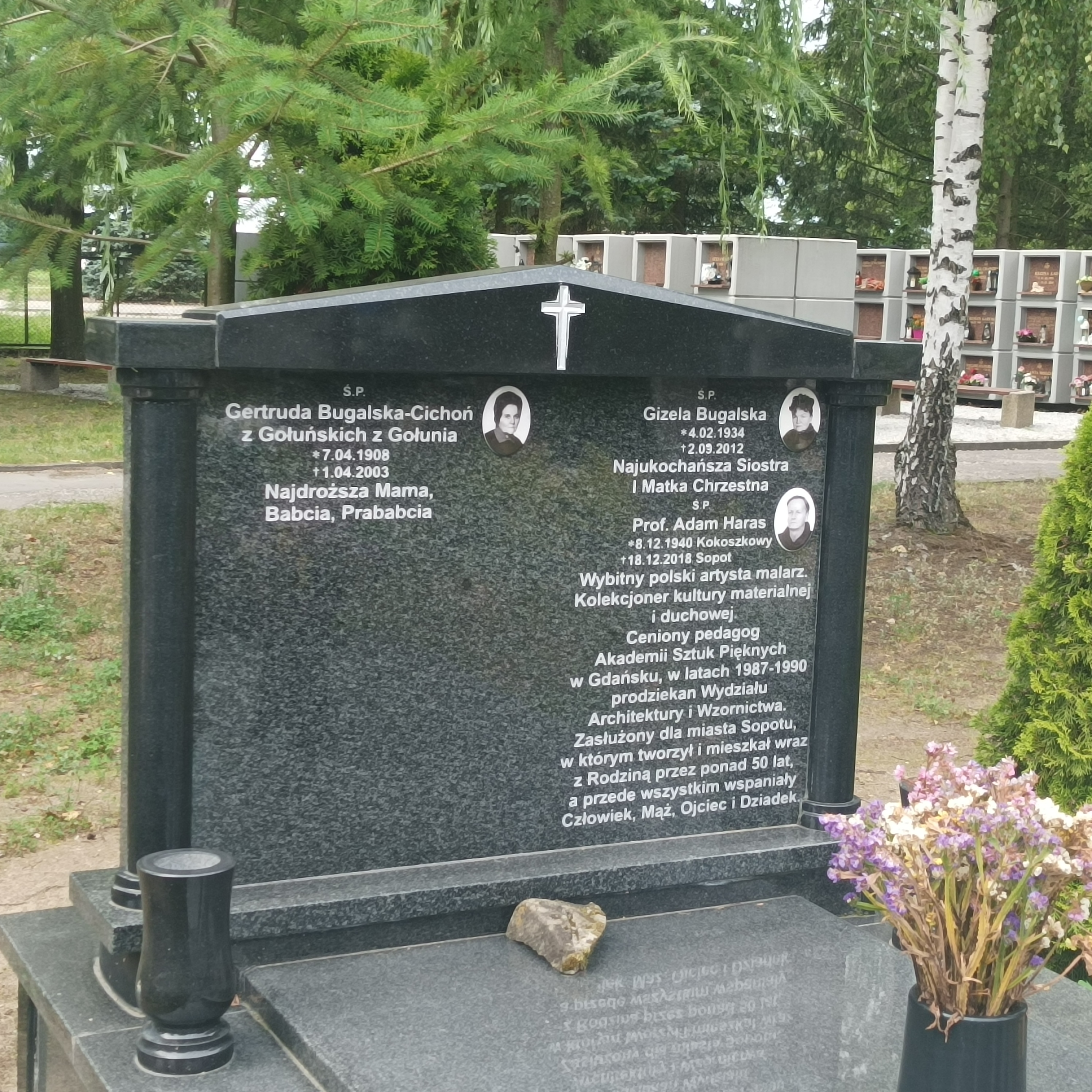
Grób Adama Harasa na cmentarzu komunalnym w Starogardzie Gdańskim

- 1972 „Kolor – Forma – Światło” – Gdańsk. „Postawy twórcze”, Gdańsk
- 1976 „Postawy twórcze w środowisku gdańskim”, Warszawa
- 1978 „Prezentacje I”, Sopot
- 1979 „Logika – Zmysły”, „Porównania 8”, Sopot
- 1988 „Wczoraj i dziś”, Sopot

wybrane wystawy
- 1968 Ogólnopolska Wystawa Młodego Malarstwa Rzeźby i Grafiki (XXI Festiwal Sztuk Plastycznych), BWA, Sopot
- 1970 Ogólnopolska Wystawa Młodego Malarstwa Rzeźby i Grafiki (XXIII Festiwal Sztuk Plastycznych), BWA, Sopot. Wystawa Malarstwa Grafiki i Rzeźby (z okazji 25-lecia ZPAP), Dwór Artusa, Gdańsk
- 1971 wystawa indywidualna, Galeria „Sień Gdańska”, Gdańsk
- 1972 „Kolor – Forma – Światło” (z Romanem Usarewiczem), Galeria „Sień Gdańska”, Gdańsk
- 1973 Ogólnopolskie Spotkania Młodych Twórców, Galeria „Nowa”, Poznań. Biennale Młodych, Paryż (Francja). ART 4 ' 73, Bazylea (Szwajcaria). 1974 Nowy Ruch „Polonais”, Paryż (Francja)
- 1975 „Porównania 6” Ogólnopolska Wystawa Malarstwa (XXVIII Festiwal Sztuk Plastycznych), BWA, Sopot. wystawa indywidualna obiektów przestrzennych, Skanderborg (Dania). wystawa indywidualna obiektów przestrzennych, Århus (Dania). „Porównania 6”, BWA, Kraków
- 1976 „Postawy twórcze w środowisku gdańskim” CBWA, Warszawa
- 1977 CDN Prezentacje Sztuki Młodych, Warszawa
- 1978 VII Festiwal Sztuk Pięknych, CBWA, Warszawa. Prezentacje Sztuki Młodych z Gdańska. Warszawa. „Granice II” Galeria AUT – BWA, Gdańsk
- 1979 „Logika – Zmysły”. „Porównania 8” (XXXII Festiwal Sztuk Plastycznych) BWA, Sopot. „Systemy” Galeria GN, Gdańsk
- 1981 „Iluzja i konkret przestrzeni” BWA, Szczecin. Biennale Sztuki Nowej, BWA, Zielona Góra. „Zapis myśli” Galeria „Punkt”, Gdańsk *1986 „Urojone światy” Polska sztuka lat 80., Siegen (Niemcy). „Urojone światy” Polska sztuka lat 80., Siegburg (Niemcy)
- 1987 wystawa indywidualna BWA, Gdańsk
- 1988 „Wczoraj i dziś” Ogólnopolska wystawa pokoleniowa, BWA, Sopot
- 1989 „L’Art Contemporain Polonais”, Paryż (Francja)
- 1996 „Dazwischen”, Ulm (Niemcy)
- 2000 „Biogramy” wystawa indywidualna, PGS, Sopot.

prace w zbiorach
- Muzeum Narodowego w Gdańsku
- Muzeum Narodowego w Szczecinie
- Muzeum w Skanderborgu (Dania)
- Muzeum Ziemi Lubuskiej w Zielonej Górze
- Galerii Narodowej „Zachęta” w Warszawie

(oraz w zbiorach prywatnych, m.in. w Paryżu, Kopenhadze, Siegen, Hanowerze)